# Wipper

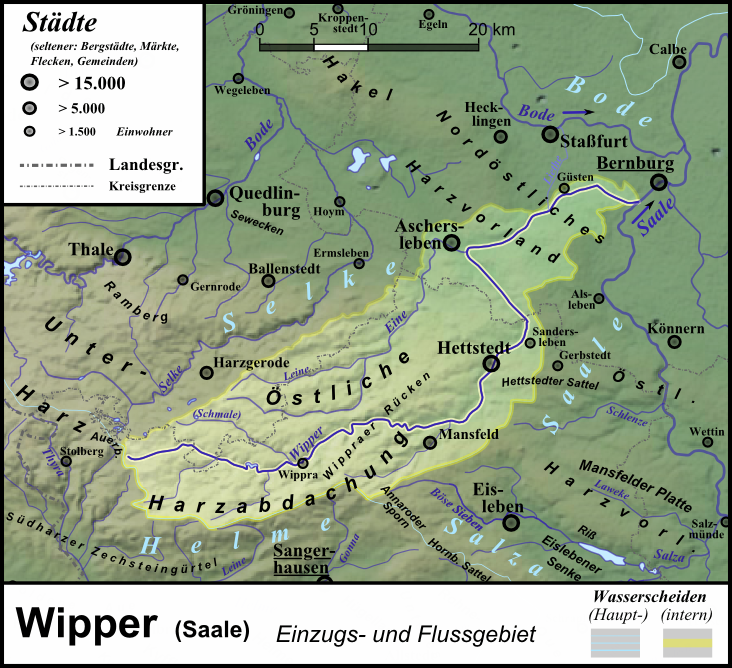
Het stroomgebied van de Wipper.

De Wipper is een 85 kilometer lange zijrivier van de Saale in de Duitse deelstaat Saksen-Anhalt. 
Bij Stolberg op de Großer Auerberg in de Harz bevindt zich de bron en zij mondt uit bij Bernburg in de Saale.

## Zijrivieren en -beken
Vanaf de bron wordt de rivier gevoed door de zijstroompjes:
- Schmale Else
- Wolfsberger Wipper - Nabij Dankerode;

de Wippertalsperre is een stuwdam nabij Wippra, gemeente Sangerhausen
- Horla (Bach) - Nabij Wippra
- Schmale Wipper - Nabij Wippra
- Hasselbach (Wipper) - Nabij Wippra
- Brumbach (Bach) - Nabij Friesdorf
- Sengelbach - Nabij Biesenrode
- Dorfbach (Wipper) - In Biesenrode
- Vatteröder Teich - Nabij Vatterode
- Ochsenpfuhlbach - Nabij Vatterode
- Hagenbach (Wipper) - Nabij Mansfeld
- Talbach (Wipper) - Nabij Leimbach
- Fuchsbau (Wipper) - Nabij Großörner
- Stockbach - Nabij Großörner
- Alte Wipper - Nabij Burgörner. Ook bekend als Regenbeck
- Hadeborn - In Hettstedt
- Walbke - Nabij Wiederstedt. Ook bekend als Ölgrundbach
- Rote Welle (Wipper) - Nabij Salzkoth / Aschersleben
- Eine - Nabij Aschersleben
- Mühlgraben (Wipper) - Nabij Groß Schierstedt

Langs de rivier staan veel molens.

## Herkomst naam; geschiedenis
De naam is afkomstig van het oude Duitse woord "Uipparaha" dat "zingende, springende rivier" betekent.
In april 1994 is de Wipper overstroomd geweest door de vele regenval en smeltwater vanuit het Harzgebergte.

## Afbeeldingen

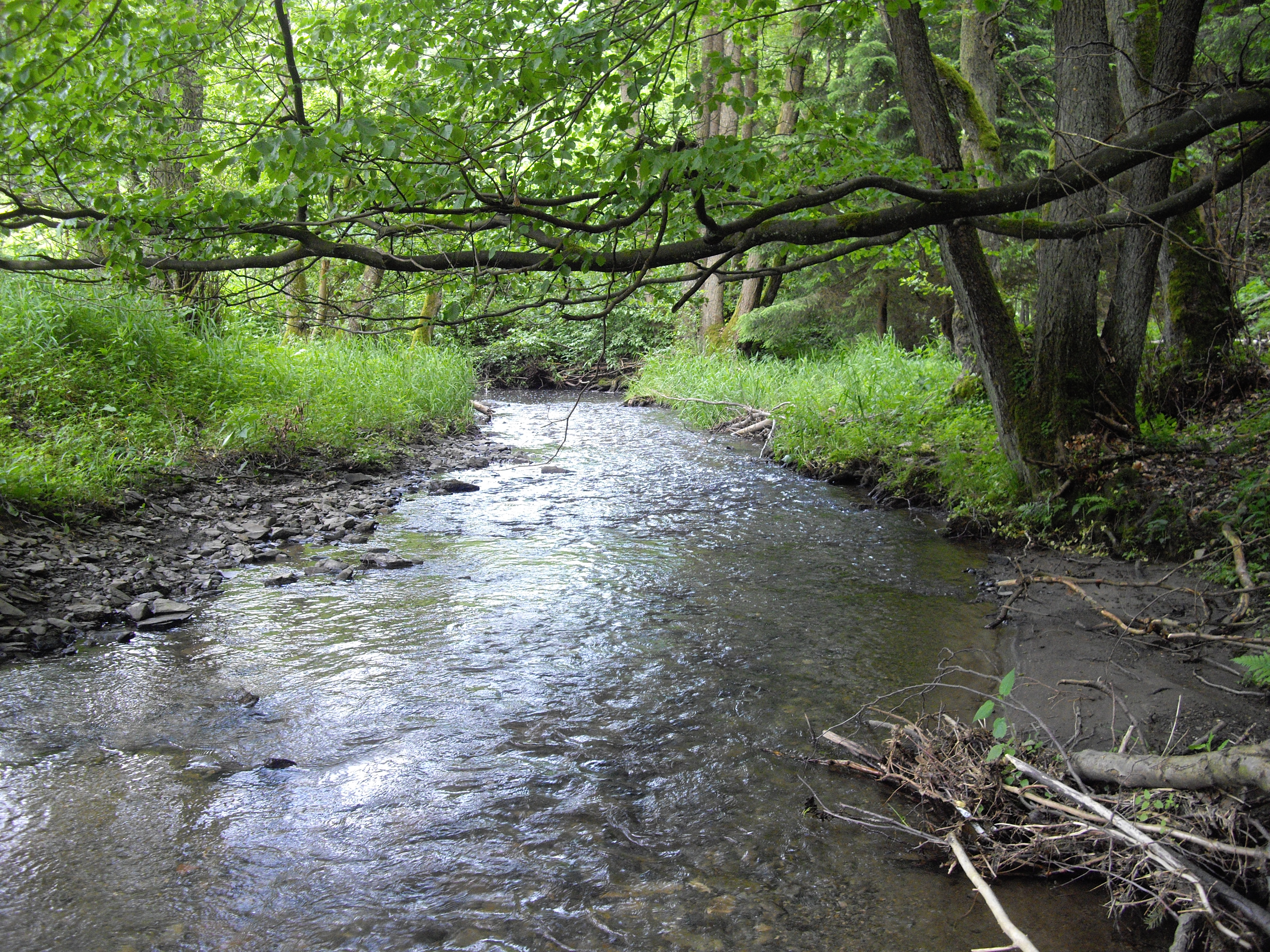
De Wipper bij Dankerode
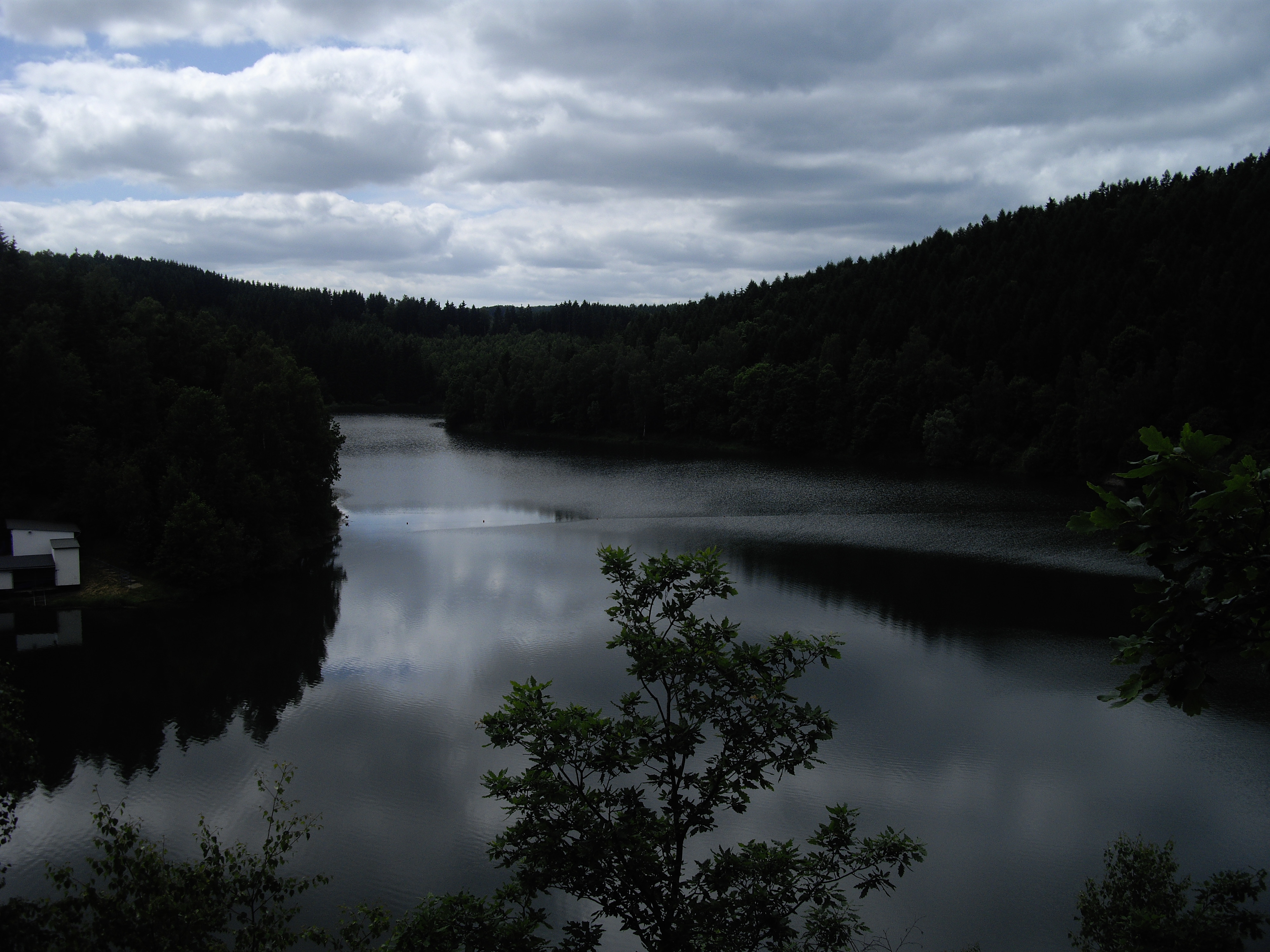
Zicht op het stuwmeer van de Wippertalsperre bij Wippra.
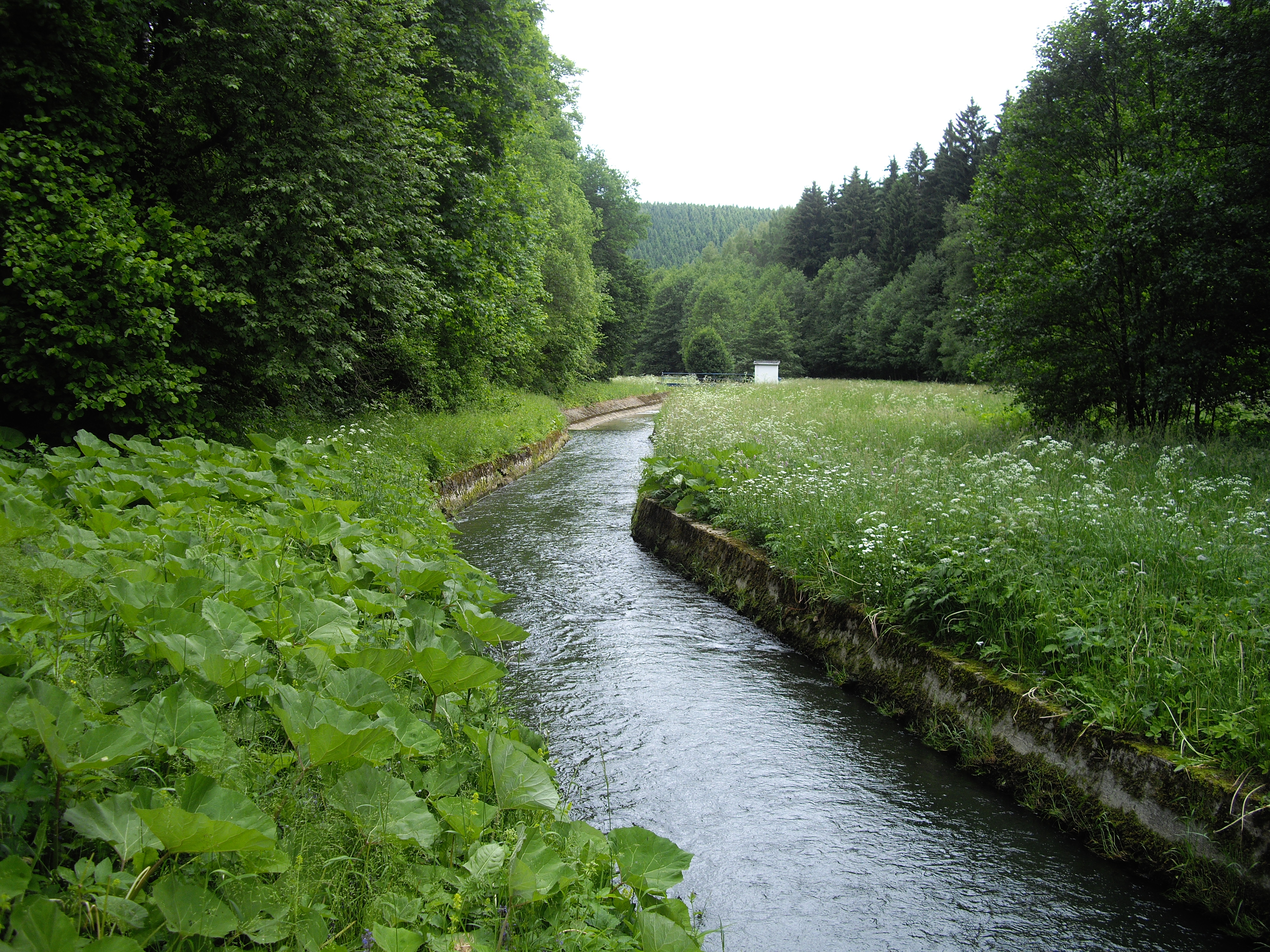
Het water van de Wipper voorbij de stuwdam.
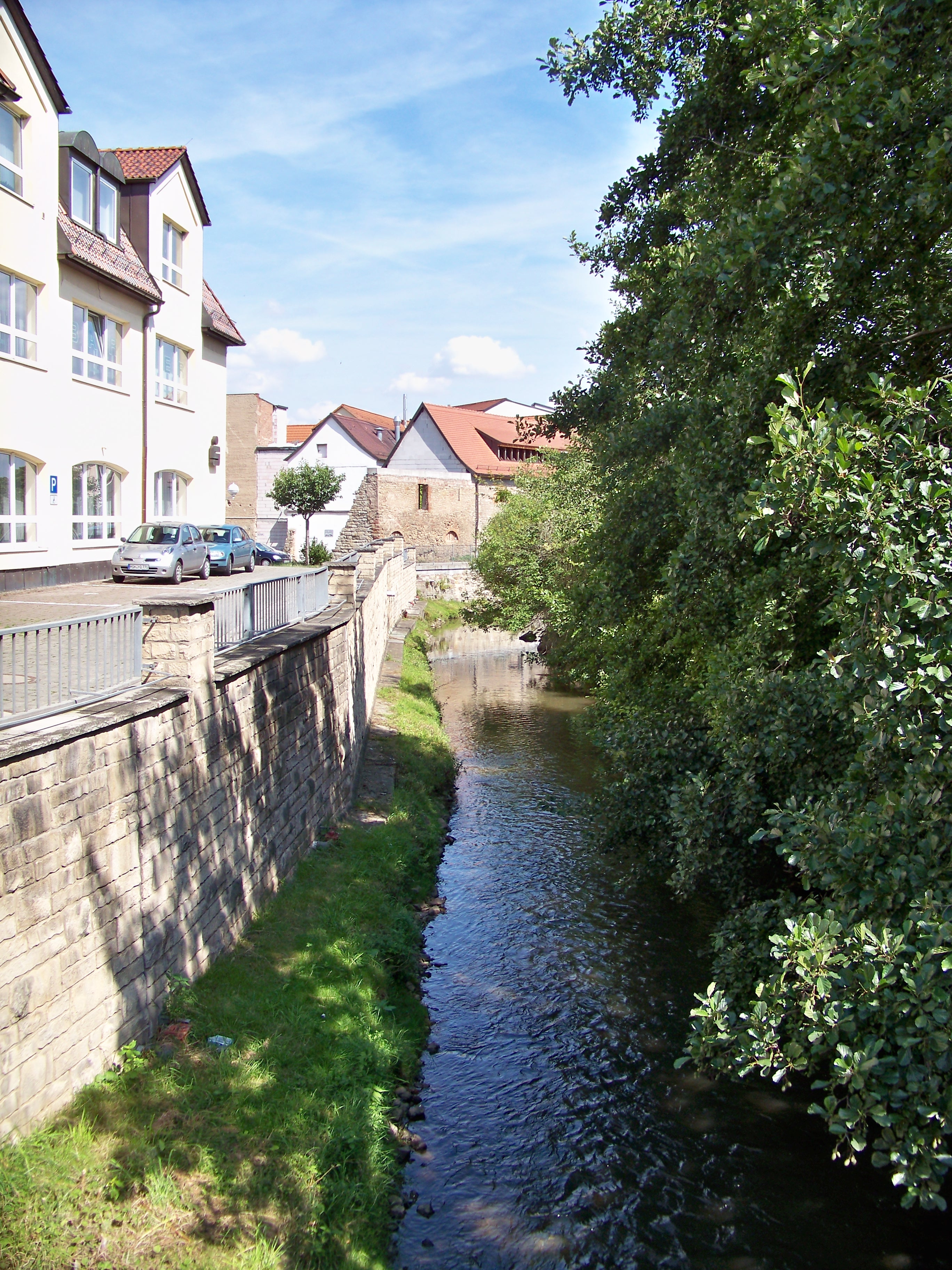
De Wipper te Hettstedt

## Varia
- Het door Wilhelm Raabe beschreven “Wanza an der Wipper" is een fictief plaatsje.
- De spoorlijn die de Wipper tussen Wippra en Mansfeld volgt, staat bekend als "Wippermann Liese".
- Langs de rivier tussen Sandersleben en de uitmonding in de Saale ligt het fietspad de "Wipperradweg".[2]
- Aan de zuidkant van het stuwmeer - tussen Dankerode en Wippra - ligt de Harzer Naturistenstieg. Het eerste naaktwandelpad van Duitsland.

## Niet te verwarren met
Er is ook een riviertje, dat Wipper heet, en dat een zijrivier van de Unstrut in Thüringen is, waarmee het verward kan worden; aan deze andere Wipper ligt o.a. Sondershausen; het stroomgebied van die andere Wipper ligt minder dan 50 km ten zuidwesten van dat van de in dit artikel behandelde Wipper. Beide rivieren staan vermeld op de kaart in het Wikipedia-artikel over de Saale.
Ook de bovenloop van de Wupper, in Noordrijn-Westfalen, wordt Wipper genoemd.